# 1195 Orangia
1195 Orangia är en asteroid i huvudbältet som upptäcktes den 24 maj 1931 av den sydafrikanske astronomen Cyril Jackson. Asteroidens preliminära beteckning var 1931 KD. Asteroiden fick sedan namn efter den tidigare republiken i Sydafrika, Oranjefristaten.
Den tillhör asteroidgruppen Flora.
Orangias senaste periheliepassage skedde den 15 januari 2023.